# Svein Munkejord
Svein Magnus Munkejord (* 26. September 1948 in Karmøy) ist ein norwegischer Politiker der konservativen Partei Høyre. Er war von 1989 bis 1990 der Fischereiminister seines Landes.

## Leben
Munkejord beendete 1975 sein Wirtschaftsstudium an der Universität Oslo. Danach arbeitete er bis 1976 zunächst beim Vegdirektorat, einer Unterbehörde des Statens vegvesen, bevor er als Berater in der Fischerei tätig wurde. Im Jahr 1981 arbeitete er kurz im Fischereiministerium. Von 1983 bis 1984 war er die für Fischereifragen verantwortliche Person in der norwegischen Botschaft in Brüssel, bevor er am 1. Juli 1984 zum Staatssekretär im norwegischen Fischereiministerium ernannt wurde. Er übte das Amt bis zum 4. Oktober 1985 aus. Anschließend war er bis 1989 Fischereichef in der Provinz Rogaland.
Von 1987 bis 1991 war Munkejord Teil des Kommunalparlaments von Karmøy. Am 16. Oktober 1989 wurde er zum Fischereiminister in der Regierung Syse ernannt. Diesen Posten behielt er bis zum Ende der Regierung am 3. November 1990.